# Блажки (Могилёвская область)
Бла́жки (бел. Блажкі) — деревня в составе Ленинского сельсовета Горецкого района Могилёвской области Республики Беларусь.

Переименована в 2012 году (прежнее название — Блажни).

## Население
- 1999 год — 6 человек